# Улица Молодогвардейцев (Салават)
Улица Молодогвардейцев  — улица расположена в северной части города, в промышленном районе Салавата.

По адресу Молодогвардейцев, 30 находится административный корпус комбината. «30 молодогвардейцев» — коллективное прозвище нового руководства на комбинате, после перехода его в руки «Газпрома» .

## История
Застройка улицы началась в 1950 году. Улица застроена промышленными зданиями.
Большая часть улицы — защитные лесопосадки.

## Трасса
Улица Молодогвардейцев находится в северном промышленном районе города.

## Транспорт
По улице Молодогвардейцев ходят автобусы на предприятия — СНОС, ТЭЦ.